# Fußballtrainer

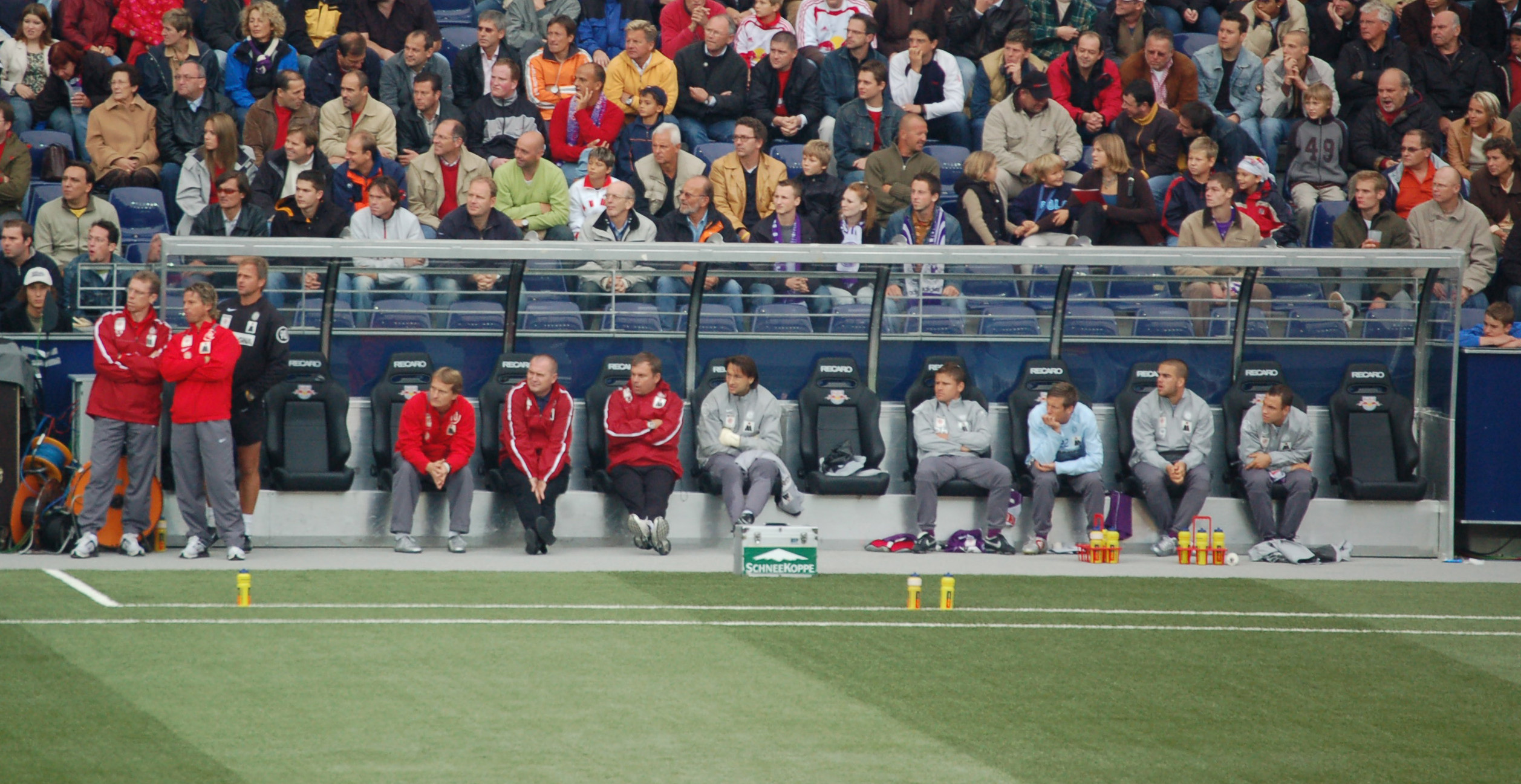
Fußballtrainer vor der Ersatzbank

Ein Fußballtrainer ist die Person, die eine Fußballmannschaft aufstellt, führt, ausbildet und leitet, ohne ihr selbst anzugehören. Allerdings gibt es auch Trainer, die parallel als Spieler aktiv sind und bei einem Einsatz im Amt durch ihre Assistenten vertreten werden (siehe Spielertrainer).
Der Fußballtrainer wird oft von einem oder mehreren Trainerassistenten sowie einem Torwarttrainer unterstützt.

## Ausbildung

### Ausbildung in Deutschland
Die Trainerausbildung beim Deutschen Fußball-Bund (DFB) gliedert sich in diese Stufen: Um an den Lehrgängen ab B+, A, A+ und Pro Level teilnehmen zu dürfen, bedarf es einer gewissen Punktzahl.
| Stufe                                              | Dauer                                                  | Sonstiges |
| -------------------------------------------------- | ------------------------------------------------------ | --- |
| Kindertrainerzertifikat                            | 40 LE                                                  | Lizenzvorstufe |
| Basiscoach                                         | 40 LE                                                  | Lizenzvorstufe oder DFB Juniorcoach |
| 1. Lizenzstufe C-Trainer                           | 100–120 LE je nach Profil                              | Lizenz (ehemals C-Lizenz Breitensport seit 2004 für Trainer, für alle Mannschaften auf Kreisebene (einschließlich Kreisoberliga), auch UEFA C Level genannt) |
| 2. Lizenzstufe B-Trainer                           | 120 LE                                                 | Lizenz (ehemals Trainer C-Lizenz Leistungsfußball, für Trainingsaufgaben in der 5. Liga und darunter, für alle Frauen-Mannschaften unterhalb der zweiten Bundesliga sowie für alle Junioren-Mannschaften unterhalb der Regionalliga, auch UEFA-B-Level-Lizenz genannt)                                                                                                |
| 3. Lizenzstufe B+ Trainer                          | ca. 160 LE, Assessment durch DFB über Bewerbungsportal | Lizenz (ehemals Trainer B-Lizenz Leistungsfußball für Trainingsaufgaben in der 5. Liga und darunter, im Juniorenfußball außer der A- und B-Juniorenbundesliga, für alle Frauen-Mannschaften unterhalb der zweiten Bundesliga, für Trainertätigkeiten in NLZ auch UEFA-Youth-B-Level-Lizenz genannt, man benötigt Erfahrung als Spieler, Trainer und durch Ausbildung) |
| 3. Lizenzstufe A-Trainer                           | 360 LE                                                 | Lizenz (ehemals A-Lizenz Leistungsfußball für Traineraufgaben im höheren Amateurbereich, für A- und B-Juniorenbundesliga, der Regionalliga Herren sowie für alle Frauen- und Junioren-Mannschaften, auch UEFA-A-Level-Lizenz genannt, man benötigt Erfahrung als Spieler, Trainer und durch Ausbildung)                                                               |
| 4. Lizenzstufe A+ Trainer                          | 540 LE                                                 | Lizenz (für Traineraufgaben im höheren Jugendleistungsbereich, für A- und B-Juniorenbundesliga, der Regionalliga Herren sowie für alle Frauen- und Junioren-Mannschaften, auch UEFA-Elite-Youth-A-Level-Lizenz genannt, man benötigt Erfahrung als Spieler, Trainer und durch Ausbildung)                                                                             |
| 5. Lizenzstufe Pro Lizenz (bis 2021 Fußballlehrer) | ca. 1800 LE                                            | Lizenz (für hauptamtliche Aufgaben als DFB- oder Verbandssportlehrer, Aufgaben als Trainer von Bundesligen oder die Leitung eines Nachwuchsleistungszentrums eines Lizenzvereins, auch UEFA-Pro-Level-Lizenz genannt) |

Die Ausbildung zur Pro Lizenz (bis 2021 Fußballlehrer) erfolgte bis 2021 an der Hennes-Weisweiler-Akademie des DFB in Hennef in Kooperation mit der Deutschen Sporthochschule Köln. 2022 wurde die Lizenz in Pro Lizenz umbenannt und der Ausbildungsstandort an die DFB-Akademie in Frankfurt am Main verlegt. Voraussetzung für die Zulassung zu einem Lehrgang ist in der Regel der Nachweis der praktischen Erfahrung als Spieler und ein bereits vorhandener Trainerschein der vorhergehenden Ausbildungsstufe (A- oder A+-Trainer-Lizenz).
- Aufnahmeprüfverfahren[12]

„Es können in drei Kategorien Punkte erzielt werden: „Trainer-Erfahrung“, „Spieler-Erfahrung“ und „relevante Bildung“. In der Kategorie Trainer-Erfahrung und Spieler-Erfahrung wird das Niveau der absolvierten Spielklassen (Punkte) mit der jeweiligen Anzahl der Spielzeiten (Faktor) multipliziert. Für die relevante Bildung werden das Niveau des Ausbildungsabschlusses und der Fußballbezug für die Bepunktung herangezogen.“
Die jeweiligen Trainerlizenzen sind drei Jahre gültig und werden verlängert, soweit der Trainer die erforderlichen Fortbildungsveranstaltungen (20 Lerneinheiten) nachweist.
Teils ist die Trainerausbildung für eine Förderung der Trainerstelle durch öffentliche Fördermittel notwendig, teilweise ist die Ausbildung auch für die Leitung einer Mannschaft vorgeschrieben. Am bekanntesten ist hier die Fußballlehrerausbildung, die für einen Trainer der 1., 2., und 3. Fußball-Bundesliga zwingend vorgeschrieben ist.

### Ausbildung in Österreich
Die Ausbildung beim Österreichischen Fußball-Bund gliedert sich in fünf Stufen:
| Stufe                           | Dauer | Sonstiges |
| ------------------------------- | --- | --- |
| Stufe 1 KindertrainerIn-Diplom  | - 1 Ausbildungswoche 60 UE im Landesverband - 6 Monate Praxis als Nachwuchstrainer bis U12                                                                | - Nachweis über eine sportliche Tätigkeit bei einem Verein eines Landesverbandes, - ärztliches Attest über die sportliche Tauglichkeit (darf nicht älter als 6 Monate sein), - Nachweis über den Besuch eines Erste-Hilfe-Kurses (Kurs darf nicht länger als 5 Jahre zurückliegen). Als Auffrischungskurs wird jegliche Fortbildung, unabhängig von der Länge, akzeptiert. Hat jemand noch keinen Erste-Hilfe-Kurs absolviert (auch nicht im Zuge des PKW-Führerscheines), dann ist standardmäßig eine Erste-Hilfe-Ausbildung von 16 Stunden zu absolvieren, - Strafregisterbescheinigung und Strafregisterbescheinigung Kinder- und Jugendfürsorge (darf jeweils nicht älter als 3 Monate sein). Bei Eintragung einer Verurteilung im Strafregister entscheidet der Landesverband je nach Art und Schwere des Vergehens über eine Aufnahme in den Kurs, - Nachweis über ausreichende deutsche Sprachkenntnisse in Wort und Schrift, - Einverständniserklärung der Eltern bei Minderjährigkeit (ab 16 Jahre) - als Praxis ist der Nachweis der TrainerIntätigkeit in Form einer schriftlichen Dokumentation, die mindestens 15 Trainingseinheiten ausweisen muss, und einer Videodokumentation über eine Trainingseinheit festzuhalten (Abgabefrist: spätestens 18 Monate nach Kursende) - Eignung Trainertätigkeit bis U12 |
| Stufe 2 JugendtrainerIn-Diplom  | - 1 Ausbildungswoche 60 UE im Landesverband/BSPA - 6 Monate Praxis als Assistenz oder Cheftrainer im Nachwuchs- oder unteren Erwachsenenbereich           | - Voraussetzungen: Kindertrainerlizenz oder Abschluss Nachwuchsbetreuerlehrgang mit gültiger Ausbildungserlaubnis - ärztliches Attest über die sportliche Tauglichkeit (darf nicht älter als 6 Monate sein), - Strafregisterbescheinigung und Strafregisterbescheinigung Kinder- und Jugendfürsorge - als Praxis ist der Nachweis der TrainerIntätigkeit in Form als Trainer oder Assistenztrainer im Jugendtraining (U13 bis U19) oder im Erwachsenentraining (7. und 8. Leistungsstufe) und einer anschließenden Prüfung abgeschlossen. Die Praxis als Trainer ist in einer schriftlichen Dokumentation, die mindestens 20 Trainingseinheiten ausweisen muss, und zwei Videodokumentationen über Trainingseinheiten festzuhalten (Abgabefrist: spätestens 18 Monate nach Kursende) - Eignung Trainertätigkeit bis 7. und 8. Liga |
| Stufe 3 UEFA-B-Diplom Alt / Neu | - 1 Ausbildungswoche 80 UE im Landesverband/BSPA - 6 Monate Praxisnachweis als Assistenz oder Cheftrainer im Nachwuchs- oder mittleren Erwachsenenbereich | - Voraussetzung: positive Ablegen einer Eignungsprüfung & bestandenes Kindertrainerdiplom und Jugendtrainerdiplom oder Grundkurs für Torwarttrainer und nationales Torwarttrainerdiplom - ärztliches Attest über die sportliche Tauglichkeit (darf nicht älter als 6 Monate sein), - Nachweis über den Besuch eines Erste-Hilfe-Kurses (Kurs darf nicht länger als 5 Jahre zurückliegen). Als Auffrischungskurs wird jegliche Fortbildung, unabhängig von der Länge, akzeptiert. Hat jemand noch keinen Erste-Hilfe-Kurs absolviert (auch nicht im Zuge des PKW-Führerscheines), dann ist standardmäßig eine Erste-Hilfe-Ausbildung von 16 Stunden zu absolvieren, - Strafregisterbescheinigung (darf nicht älter als 3 Monate sein). Bei Eintragung einer Verurteilung im Strafregister entscheidet der Landesverband je nach Art und Schwere des Vergehens über eine Aufnahme in den Kurs. - Die UEFA-B-Diplomkurse werden mit einer 6-monatigen Praxis als hauptverantwortlicher Trainer oder Assistenztrainer im Jugendtraining (U13 bis U19) oder im Erwachsenentraining (5. Leistungsstufe und darunter) und einer anschließenden Prüfung abgeschlossen. Die Praxis als Trainer ist in einer schriftlichen Dokumentation, die mindestens 25 Trainingseinheiten ausweisen muss, und drei Videodokumentationen über Trainingseinheiten festzuhalten (Abgabefrist: spätestens 18 Monate nach Kursende). - Nachweis über ausreichende deutsche Sprachkenntnisse in Wort und Schrift - Eignung Trainertätigkeit „neu“ bis 4. Liga, „alt“ bis 5. & 6. Liga, Frauen bis 2. Liga |
| Stufe 4 UEFA-A-Diplom Alt / Neu | - 250 UE in der BSPA - mindestens ein Jahr Praxis als hauptverantwortlicher Trainer                                                                       | - Voraussetzungen: UEFA-B-Diplom Neu oder UEFA-B-Diplom ALT mit gültiger Ausbildungserlaubnis - Nachweis über mindestens ein Jahr Praxis als hauptverantwortlicher Trainer mit UEFA-B Diplom oder UEFA-B-Diplom ALT vom Verein - ärztliches Attest über die sportliche Tauglichkeit (darf nicht älter als 6 Monate sein), - Strafregisterbescheinigung (darf nicht älter als 3 Monate sein). Bei Eintragung einer Verurteilung im Strafregister entscheidet die Direktion Sport je nach Art und Schwere des Vergehens über eine Aufnahme in den Kurs - Eignung Trainertätigkeit „alt“ bis 2. Liga, „neu“ bis 3. Liga, Frauen bis 1. Liga |
| Stufe 5 UEFA Pro Diplom         | - 400 UE in der BSPA - mindestens ein Jahr Praxis als hauptverantwortlicher Trainer                                                                       | - Voraussetzungen: UEFA-A-Lizenz oder UEFA-A-Lizenz ALT mit gültiger Ausbildungserlaubnis - Nachweis über mindestens ein Jahr Praxis als hauptverantwortlicher Trainer mit UEFA-ALizenz oder UEFA-A-Lizenz ALT - ärztliches Attest über die sportliche Tauglichkeit (darf nicht älter als 6 Monate sein), - Strafregisterbescheinigung (darf nicht älter als 3 Monate sein). Bei Eintragung einer Verurteilung im Strafregister entscheidet die Direktion Sport je nach Art und Schwere des Vergehens über eine Aufnahme in den Kurs - Eignung Trainertätigkeit 1. und 2. Liga |

## Film
- Trainer! (2013) mit Jürgen Klopp, Hans Meyer, Armin Veh, Stephan Schmidt, André Schubert und Frank Schmidt, Dokumentarfilm von Regisseur Aljoscha Pause